# Zythos obliterata
Zythos obliterata är en fjärilsart som beskrevs av W. Warren 1897. Zythos obliterata ingår i släktet Zythos och familjen mätare. Inga underarter finns listade i Catalogue of Life.